# Cratère (vase)
Pour les articles homonymes, voir Cratère.
Un cratère est un grand vase utilisé dans l'Antiquité, particulièrement chez les Grecs, pour mélanger le vin et l'eau. Le vin (réputé très lourd) était mélangé à de l'eau. Les premiers vases utilisés étaient les dinos, mais ils étaient peu pratiques et les différentes variantes de cratères leur furent préférées. Ensuite, le vin était décanté dans les œnochoés avant d'être versé dans les vases à boire : canthare, un vase profond, skyphos, un gobelet à anses ou kylix, une coupe à anses, servant à boire ou aux libations.
Le cratère pouvait être réalisé en métal : le cratère de Vix (vers 520 av. J.-C.) découvert dans la tombe de Vix, en bronze et faisant plus de 1,60 m de haut pour plus de 200 kg. C'était surtout un objet d'apparat. Quant au cratère de Derveni, en cuivre et étain reluisant comme de l'or, il pèse 40 kg et mesure 90 cm de haut. Il servit de vase funéraire. Il contenait en effet les cendres d'un  aristocrate thessalien du IVe siècle av. J.-C. lors de sa découverte.
À ce jour, quatre sortes de cratères propres à cet usage, sont connues : on distingue les cratères à colonnettes, les cratères en calice, les cratères à cloche et les cratères à volutes. Mais des cratères funéraires monumentaux ont été déposés sur les tombes de certains membres masculins de l'élite à l'époque géométrique. Ils signalaient la tombe et prouvaient le statut de l'individu en question.

## Galerie

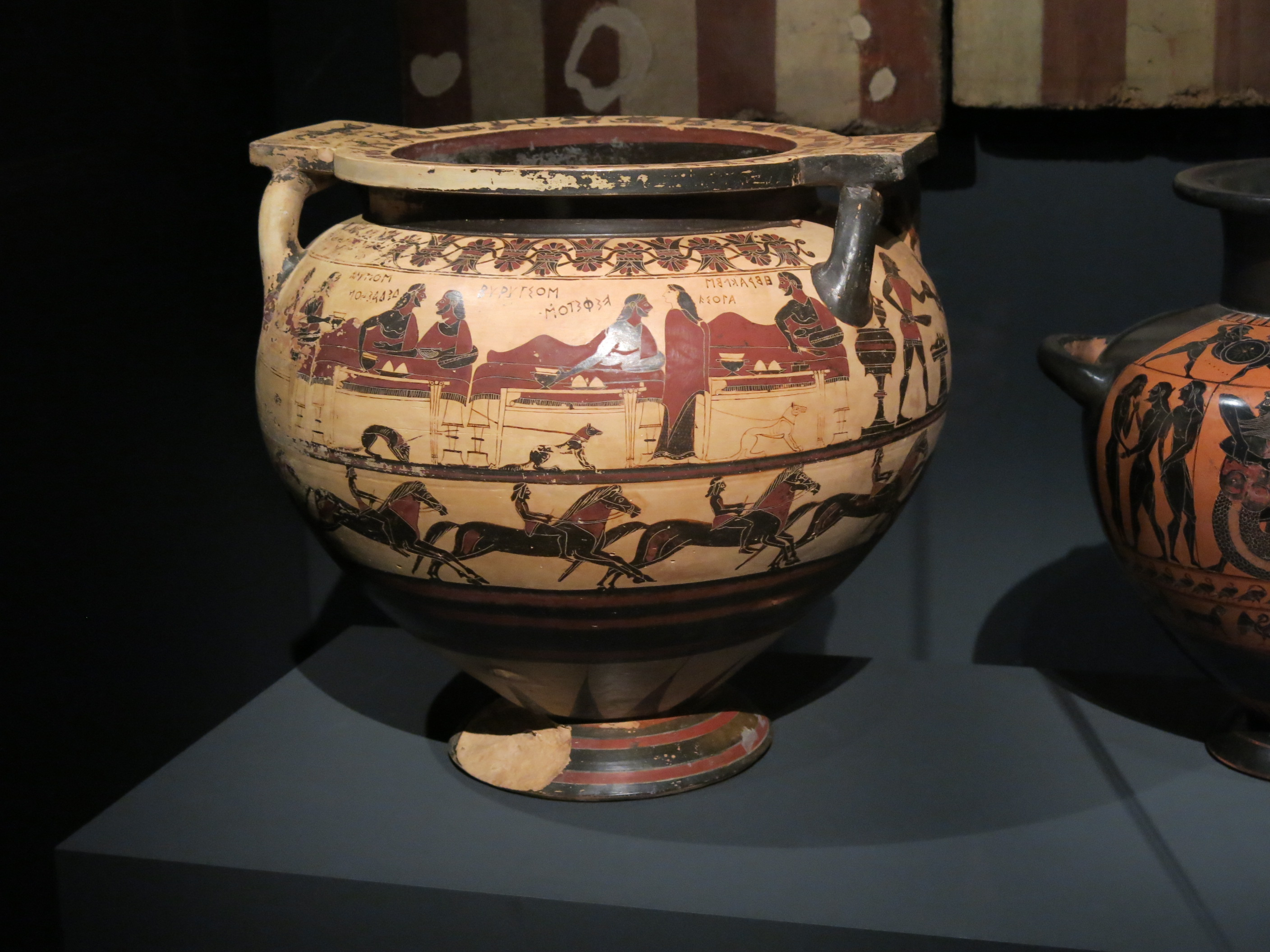
Cratère d'Eurytios, à colonnettes, archaïque, Corinthe vers 600. Louvre.
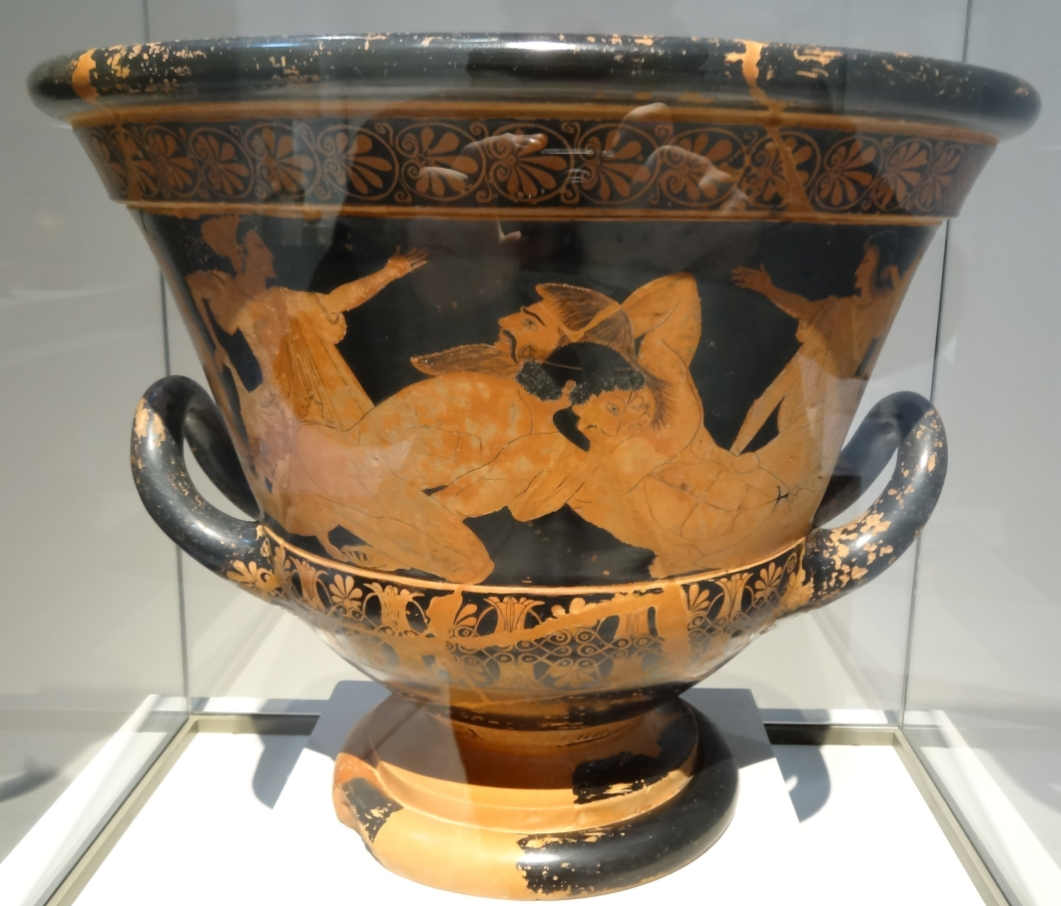
Cratère d'Euphronios, attique en calice, vers 515-510. Musée national d'Athènes.
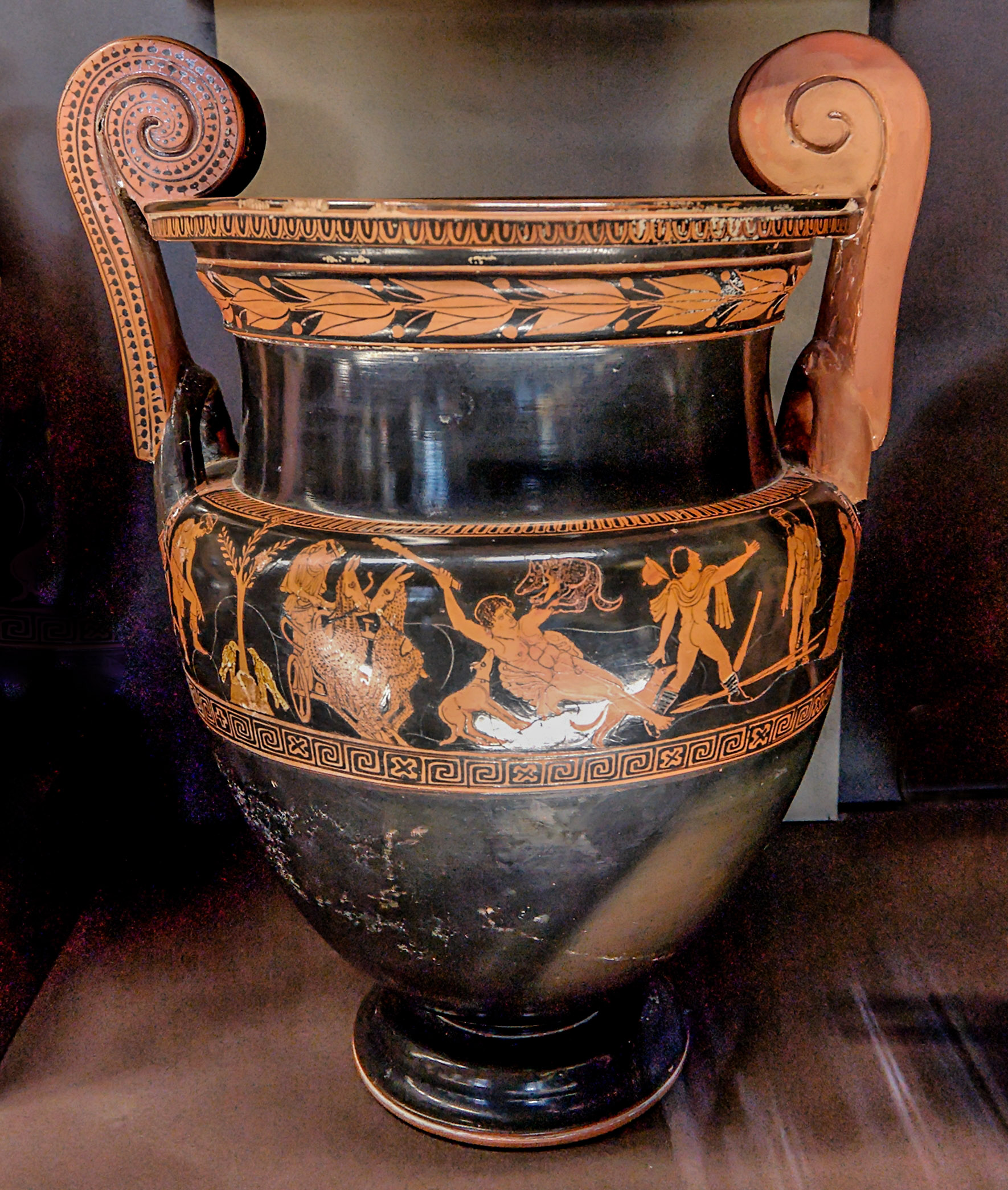
Cratère à volutes attique, 450–440. Louvre
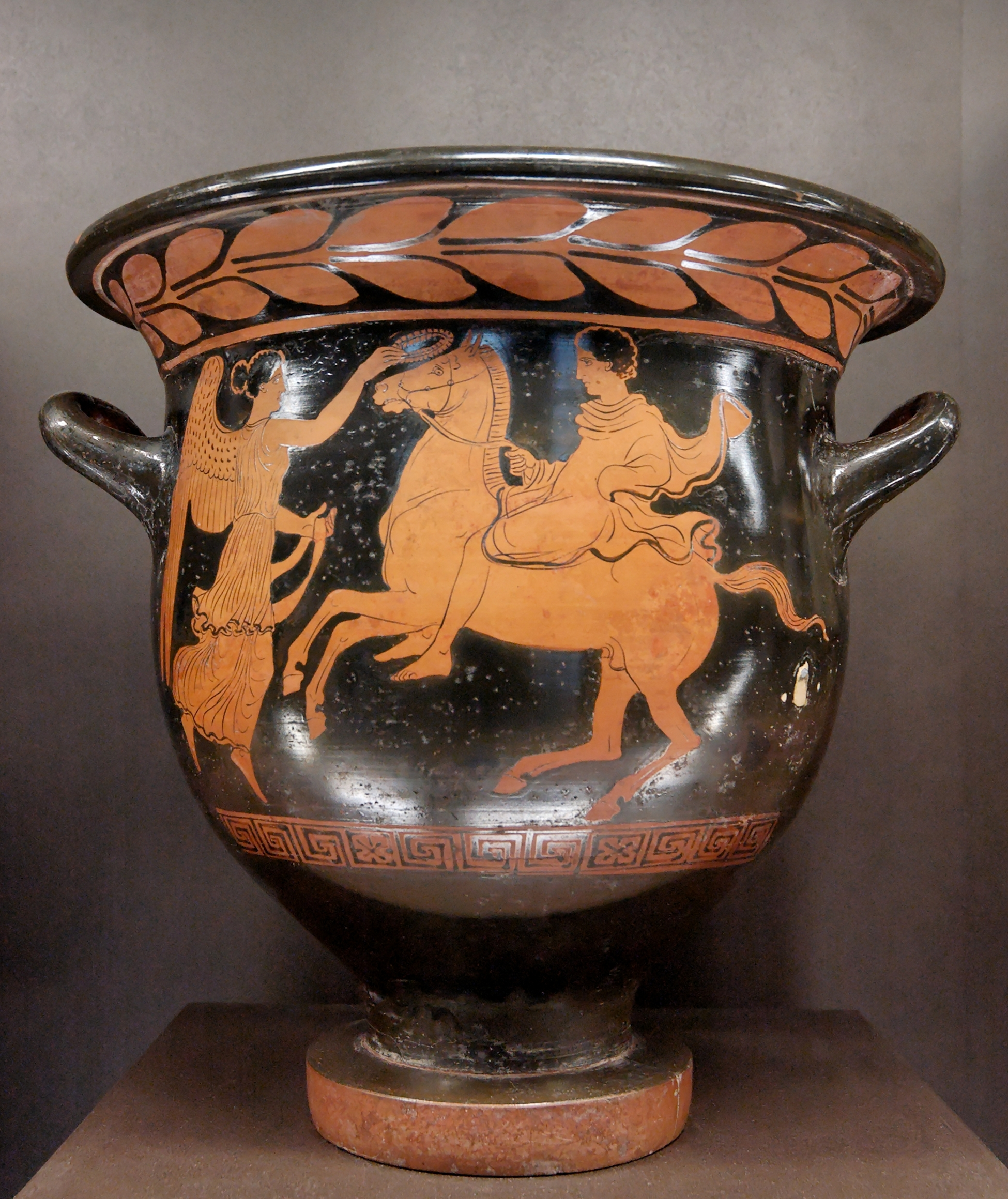
Cratère en cloche apulien, 420. Louvre.